# Brian Joseph Dunn
Brian Joseph Dunn, né le 8 janvier 1955 à Saint-Jean de Terre-Neuve, est un prélat catholique canadien. De 2009 à 2019, il est l'évêque du diocèse d'Antigonish en Nouvelle-Écosse. Depuis, il est rattaché à l'archidiocèse de Halifax-Yarmouth comme suit :
Le 13 avril 2019, le pape François le nomme archevêque coadjuteur de Halifax-Yarmouth.
Le 27 novembre 2020, le pape François accepte la démission de l'archevêque Anthony Mancini. En tant qu'archevêque coadjuteur, Dunn lui succède à la tête de l'archidiocèse.